# Morte di Satnam Singh
La morte di Satnam Singh è avvenuta il 19 giugno 2024 a Roma in seguito ad un incidente sul lavoro che si è verificato il 17 giugno a Borgo Santa Maria, frazione di Latina. La sua morte è considerata un omicidio sul lavoro nonché un esempio delle conseguenze del caporalato nel settore agricolo.

## Antefatto
Satnam Singh, nato intorno al 1993 in India e appartenente alla comunità sikh, era un bracciante che sarebbe arrivato illegalmente in Italia nel 2021 e sarebbe stato impiegato dal 2022 in nero presso la cooperativa agricola Agrilovato di Borgo Santa Maria, frazione di Latina. Aveva una compagna, Sony, anch'ella impiegata in una cooperativa agricola, e i due vivevano in una casa insieme ad altri connazionali, ospitati da una coppia di italiani, sebbene entrambi fossero sprovvisti del permesso di soggiorno.

## La morte
Il 17 giugno 2024, poco prima delle 16:30, mentre era sul posto di lavoro avrebbe azionato un macchinario per la posa del film plastico sulle coltivazioni, che gli ha tranciato il braccio destro e schiacciato entrambe le gambe; dopo l'infortunio, è stato trasportato e abbandonato sul ciglio della strada, insieme all'arto amputato, nei pressi della sua abitazione. Nel frattempo un collega e connazionale aveva contattato Laura Hardeep Kaur, segretaria generale del sindacato FLAI CGIL nell'Agro Pontino, riferendo le condizioni di Singh e il suo trasporto, che sarebbe stato effettuato dal datore di lavoro, Antonello Lovato; Lovato avrebbe inoltre requisito i cellulari sia di Satnam che della compagna Sony, che era a bordo del van che ha trasportato Singh nei pressi della sua abitazione.
Soccorso dall'ARES 118, già in condizioni critiche per l'eccessiva perdita di sangue, è stato trasportato in elisoccorso all'ospedale San Camillo di Roma, dove è morto dopo circa 36 ore dal fatto. Secondo la successiva autopsia, sarebbe morto per un'emorragia dovuta alla recisione delle vene del braccio destro e delle gambe, entrambe profondamente lacerate.

## Conseguenze
La morte di Singh ha avuto un'eco piuttosto ampia nei media, venendo riportata su telegiornali e quotidiani nazionali, e nella scena politica; in occasione di un suo discorso per le celebrazioni del 160º anniversario della Croce Rossa Italiana, il Presidente della Repubblica Sergio Mattarella ha citato la sua morte definendola "episodio estraneo alla civiltà".

## Indagini e processo
La vicenda è finita da subito al centro di un'indagine per omissione di soccorso e omicidio colposo della Procura della Repubblica di Latina e il 1º luglio successivo i Carabinieri di Latina hanno arrestato il titolare dell'azienda, Antonello Lovato (unico indagato nelle fasi iniziali dell'inchiesta), con l'accusa di omicidio colposo con dolo eventuale.
Oltre a Lovato, il padre, Renzo Lovato (legale rappresentante della Agrilovato, che comprende le aziende agricole dei tre figli), era sotto indagine dal 2019 per caporalato e sfruttamento di manodopera. Successivamente, anche Renzo Lovato è stato arrestato nel gennaio 2025 per reati connessi al caporalato e nel marzo 2025 il Ministero delle imprese e del made in Italy ha disposto lo scioglimento della Agrilovato, già sotto amministrazione giudiziaria dopo l'arresto di Renzo.
Antonello Lovato ha fatto ricorso al giudizio immediato e il processo è iniziato presso la Corte d'assise di Latina il 1º aprile 2025; durante il processo, si è difeso affermando di "aver perso la testa" e di "non aver mai voluto la morte di Satnam".